# Курган (охоронний № 7803)
Курган (охоронний № 7803) розташований у Покровському районі м. Кривого Рогу неподалік Коломойцевського промвузла на відстані в 0,05 км на схід від електрозаводу.

## Передісторія
Курган виявлено у 1983 р. археологом О. О. Мельником. Відноситься до епохи бронзи.

## Пам'ятка
Курган до руйнації у 1971 р. мав насип у вигляді сплощеної напівсфери. В результаті прокладання залізничної гілки на територію електрозаводу південно-західна пола виявилася підрізаною на 5-6 м. Насип висотою понад 1,5 м, розмірами 27×31 м. На полі ростуть дерева до 5 м висотою і окремі кущі. Поверхня насипу задернована. З північного і західного боку біля поли проходять ґрунтові дороги, засипані жорствою. Східна частина насипу зайнята на третину висоти дачною ділянкою (встановлено металеву огорожу) і частково підрізана.